# 范英
范英（1425年—？），字文華，陝西鳳翔府岐山縣人，明朝政治人物。進士出身。

## 生平
正月初二日生。陝西鄉試第二十四名。天順四年（1460年）庚辰科會試第一百三十二名，殿試登進士第三甲第八十八名。以户部郎中升任直隶順德府知府，升山西參政。

## 家族
曾祖范敬。祖父范嚴。父亲范得。母王氏。永感下。兄范讓。娶羅氏。